# NP Водолея
NP Водолея (лат. NP Aquarii), HD 198528 — двойная затменная переменная звезда типа Беты Лиры (EB) в созвездии Водолея на расстоянии приблизительно 573 световых лет (около 176 парсеков) от Солнца. Видимая звёздная величина звезды — от +7,69m до +7,59m. Орбитальный период — около 0,807 суток (19,368 часов).

## Характеристики
Первый компонент — жёлто-белая звезда спектрального класса F0V. Эффективная температура — около 7093 К.